# 1857 aux échecs
| Années des échecs : 1854 - 1855 - 1856 - 1857 - 1858 - 1859 - 1860    |
| Décennies des échecs : 1820 - 1830 - 1840 - 1850 - 1860 - 1870 - 1880 |

Cet article présente les faits marquants de l'année 1857 aux échecs.

## Événements majeurs

### Premier congrès américain d'Échecs (American Chess Congress), New York

#### Premier tour / Huitième de finale
- Theodore Lichtenhein - Charles Stanley 3-2
- Frederic Perrin - Hubert Knott 4-3
- Alexander Meek - William Fuller 3-2
- Paul Morphy - James Thompson 3-0
- Raphael Benjamin - Hiram Kenicott 3.5-2.5
- Napoleon Marache - Daniel Fisk 3-2
- Hardman Montgomery - William Allison 3-1
- Louis Paulsen - Samuel Calthrop 3-0

#### Deuxième tour / Quart de finale
- Theodore Lichtenhein -Frederic Perrin 3-0
- Paul Morphy - Alexander Meek 3-0
- Raphael Benjamin -Napoleon Marache 4-3
- Louis Paulsen- Hardman Montgomery 2-0

#### Troisième tour / Demi finale
- Paul Morphy - Theodore Lichtenhein 3.5-0.5
- Louis Paulsen - Raphael Benjamin 3-0

#### Quatrième tour / Finale
- Paul Morphy - Louis Paulsen 6-2
- Theodore Lichtenhein - Raphael Benjamin 3-0

#### Classement final
1. Paul Morphy
2. Louis Paulsen
3. Theodore Lichtenhein

### Premier congrès britannique d'Échecs (British Chess Congress), Manchester
Tournoi de 8 joueurs à élimination directe, une seule partie par appariement.

#### Premier tour / Quart de finale
- Adolf Anderssen - Daniel Harrwitz 1-0
- Samuel Boden - John Soul 1-0
- Edouard Pindar - Robert Brien 1-0
- Johann Lowenthal - Bernhard Horwitz 1-0

#### Deuxième tour / Demi finale
- Johann Lowenthal - Adolf Anderssen 1-0
- Samuel Boden - Edourd Pindar 1-0

#### Troisième tour / Finale
- Johann Lowenthal - Samuel Boden 0.5 -0.5

Samuel Boden abandonne apres la premiere partie

#### Classement final
1. Johann Lowenthal
2. Samuel Boden
3. Adolf Anderssen & Edouard Pindar

## Tournois

### Vienne 1857 Tournoi de Vienne
Tournoi de 32 joueurs a élimination directe.

#### Classement final
1. Pitschel

### New York chess club tournament
Tournoi de 8 joueurs à élimination directe et une seule partie par appariement organisé en mars par le New York chess club.

#### Premier tour / Quart de finale
- Thomas Lloyd - Raphael Benjamin 1-0
- Frederic Perrin - James Thompson 1-0
- Daniel Fisk - Napoleon Marache 1-0
- William Mongomery - Charles Mead 0.5 - 0.5

#### Deuxième tour / Demi finale
- William Montgomery - Thomas Lloyd 1 -0
- Daniel Fisk - Frederic Perrin 1-0

#### Troisième tour / Finale
- Daniel Fisk - William Montgomery

#### Classement final
1. Daniel Fisk
2. Willam Mongomery
3. Frederic Perrin & Thomas Lloyd

## Matchs formels
Ernest Falkbeer - Henry Bird 7.5 - 6.5 (+5 -4 =5) Londres 1857
Frederic Perrin - Thomas Lloyd 5 - 3 (+5 - 3 =0) New York Fev-Avr 1857
Paul Morphy - Charles Stanley 4.5 - 0,5 (+4 -0 =1) New York Novembre 1857

## Championnats nationaux
- États-Unis : Paul Morphy remporte la première édition du Congrès américain d'échecs[2],[3]. Il est à la suite de ce succès considéré comme le champion des États-Unis.

## Naissances
- Miksa Weiss

## Nécrologie
13 janvier : Mort de József Szén